# Martin Hattala
Martin Hattala (Trstená, 4 novembre 1821 – Praga, 11 dicembre 1903) è stato un linguista, pedagogo e teologo slovacco.
È noto soprattutto per aver atteso alla riforma della lingua slovacca come era stata codificata da Ľudovít Štúr. La riforma, nota con il nome di Hodža-Hattala, introdusse il principio etimologico nella linguistica slovacca.

## Testi di linguistica
- Grammatica linguae slovenicae collatae cum proxime cognata bohemica ("Grammatica della lingua slovacca comparata con la prossima lingua ceca") (1850)
- Krátka mluvnica slovenská ("Breve grammatica slovacca") (1852)
- Zvukosloví jazyka staro- i novo českého a slovenského ("Fonetica del ceco e dello slovacco antichi e moderni") (1854)
- O poměru Cyrillčiny k nynějším nářečím ("Sulla relazione tra il cirillico e i dialetti contemporanei") (1855)
- Skladba jazyka českého ("Sintassi della lingua ceca") (Praga 1855)
- Srovnávací mluvnice jazyka českého a slovenského ("Grammatica comparativa delle lingue ceca e slovacca") (1857)
- O ablativě ve slovančině a litvančině ("L'ablativo nella lingua slava e in lituano") (1857-1858)
- Mnich Chrabr, příspěvek k objasnění původu písma slovanského ("Il monaco Chrabr, contributo al chiarimento dell'origine della scrittura slava") (1858)
- Mluvnica jazyka slovenského I., II. ("Grammatica della lingua slovacca") (1864, 1865)
- Počátečné skupeniny souhlásek československých ("Gruppi di consonanti iniziali in cecoslovacco") (1870)
- Brus jazyka českého. Příspěvek k dějinám osvěty vůbec a slovanské i české zvláště ("Rasoio della lingua ceca. Contributo alla storia dell'educazione in generale e soprattutto degli Slovacchi e dei Cechi") (Praga 1877)